# Параметризований постньютонівський формалізм
Параметризо́ваний постнью́тонівський формалі́зм (ППН формалі́зм) — версія постньютонівського формалізму, застосовна не тільки до загальної теорії відносності, але й до інших метричних теорій гравітації, коли рухи тіл задовольняють принцип еквівалентності Ейнштейна. У такому підході явно виписуються всі можливі залежності гравітаційного поля від розподілу матерії аж до відповідного порядку оберненого квадрата швидкості світла {\displaystyle c^{-2}} (точніше, швидкості гравітації, при цьому зазвичай обмежуються першим порядком) і складається найзагальніший вираз для розв'язання рівнянь гравітаційного поля і руху матерії. Різні теорії гравітації при цьому пророкують різні значення коефіцієнтів — так званих ППН параметрів — у загальних виразах. Це приводить до потенційно спостережуваних ефектів, експериментальні обмеження на величину яких призводять до обмежень на ППН параметри, і відповідно — до обмежень на теорії гравітації, що їх передбачають. Можна сказати, що ППН параметри описують відмінності між ньютонівською та описуваною теоріями гравітації. ППН формалізм застосовний, коли гравітаційні поля слабкі, а швидкості руху тіл, що формують їх, малі, порівняно зі швидкістю світла (точніше, швидкістю гравітації) — канонічними прикладами застосування є рух Сонячної системи і систем пульсарів у подвійних системах.

## Історія
Перша параметризація постньютонівського наближення належить перу Еддінгтона (Eddington, 1922). У ній розглядалося, втім, лише гравітаційне поле у вакуумі навколо сферично-симетричного статичного тіла. Нордтведт (Nordtvedt, 1968, 1969) розширив формалізм до 7 параметрів, а Вілл (Will, 1971) ввів у нього опис небесних тіл як протяжних розподілів тензора енергії-імпульсу.
Застосовувані найчастіше і описані нижче версії формалізму ґрунтуються на працях Ні (Ni, 1972), Вілла і Нордтведта (Will & Nordtvedt, 1972), Мізнера, Торна і Вілера Гравітація та Вілла, і мають 10 параметрів.

## Бета-дельта варіант (Beta-delta notation)
Десять постньютонівських параметрів (ППН параметрів) повністю характеризують поведінку переважної більшості метричних теорій гравітації в границі слабкого поля. ППН формалізм виявився цінним засобом для перевірки загальної теорії відносності. В позначеннях Вілла (Will, 1971), Ні (Ni, 1972) і Мізнера, Торна і Вілера (Misner et al., 1973) ППН параметри мають умовно таке значення:
| {\displaystyle \gamma }     | Наскільки сильну просторову кривину в {\displaystyle g_{ij}} генерує одиниця маси спокою?                                            |
| {\displaystyle \beta }      | Наскільки велика нелінійність у {\displaystyle g_{00}} при додаванні гравітаційних полів?                                            |
| {\displaystyle \beta _{1}}  | Скільки тяжіння в {\displaystyle g_{00}} створює одиниця кінетичної енергії {\displaystyle \textstyle {\frac {1}{2}}\rho _{0}v^{2}}? |
| {\displaystyle \beta _{2}}  | Скільки тяжіння в {\displaystyle g_{00}} створює одиниця гравітаційної потенціальної енергії {\displaystyle \rho _{0}/U}?            |
| {\displaystyle \beta _{3}}  | Скільки тяжіння в {\displaystyle g_{00}} створює одиниця внутрішньої енергії тіла {\displaystyle \rho _{0}\Pi }?                     |
| {\displaystyle \beta _{4}}  | Скільки тяжіння в {\displaystyle g_{00}} створює одиниця тиску {\displaystyle p}?                                                    |
| {\displaystyle \zeta }      | Різниця між проявом радіальної та трансверсальної кінетичної енергії в тяжінні в {\displaystyle g_{00}}                              |
| {\displaystyle \eta }       | Різниця між проявом радіальних і трансверсальних напруг у тяжінні в {\displaystyle g_{00}}                                           |
| {\displaystyle \Delta _{1}} | Скільки захоплення інерційних систем відліку в {\displaystyle g_{0j}} створює одиниця імпульсу {\displaystyle \rho _{0}v}?           |
| {\displaystyle \Delta _{2}} | Різниця між степенем захоплення інерційних систем відліку в радіальному і трансверсальному напрямках                                 |

{\displaystyle g_{\mu \nu }} — симетричний метричний тензор 4 на 4, а просторові індекси {\displaystyle i} і {\displaystyle j} пробігають значення від 1 до 3.
У теорії Ейнштейна ці параметри відповідають тому, що (1) для малих швидкостей руху тіл та їхніх мас відновлюється ньютонівське тяжіння, (2) виконуються закони збереження енергії, маси, імпульсу та моменту імпульсу, і (3) рівняння теорії не залежать від системи відліку. У таких позначеннях загальна теорія відносності має ППН параметри
{\displaystyle \gamma =\beta =\beta _{1}=\beta _{2}=\beta _{3}=\beta _{4}=\Delta _{1}=\Delta _{2}=1} і {\displaystyle \zeta =\eta =0} .

## Альфа-дзета варіант (Alpha-zeta notation)
У сучаснішій версії (Will & Nordtvedt, 1972), що використовується також у роботах Вілла (1981, 2014), застосовується інший еквівалентний набір із 10 ППН параметрів:
{\displaystyle \gamma =\gamma },
{\displaystyle \beta =\beta },
{\displaystyle \alpha _{1}=7\Delta _{1}+\Delta _{2}-4\gamma -4},
{\displaystyle \alpha _{2}=\Delta _{2}+\zeta -1},
{\displaystyle \alpha _{3}=4\beta _{1}-2\gamma -2-\zeta },
{\displaystyle \zeta _{1}=\zeta },
{\displaystyle \zeta _{2}=2\beta +2\beta _{2}-3\gamma -1},
{\displaystyle \zeta _{3}=\beta _{3}-1},
{\displaystyle \zeta _{4}=\beta _{4}-\gamma },
{\displaystyle \xi } виходить з {\displaystyle 3\eta =12\beta -3\gamma -9+10\xi -3\alpha _{1}+2\alpha _{2}-2\zeta _{1}-\zeta _{2}}.
Сенс параметрів {\displaystyle \alpha _{1}}, {\displaystyle \alpha _{2}} і {\displaystyle \alpha _{3}} при цьому — ступінь прояву ефектів переважної системи відліку (ефіру). {\displaystyle \zeta _{1}}, {\displaystyle \zeta _{2}}, {\displaystyle \zeta _{3}}, {\displaystyle \zeta _{4}} і {\displaystyle \alpha _{3}} вимірюють ступінь порушення законів збереження енергії, імпульсу та моменту імпульсу.
У цих позначеннях ППН параметри ЗТВ є
{\displaystyle \gamma =\beta =1} і {\displaystyle \alpha _{1}=\alpha _{2}=\alpha _{3}=\zeta _{1}=\zeta _{2}=\zeta _{3}=\zeta _{4}=\xi =0} .
Вигляд метрики альфа-дзета варіанту:
{\displaystyle {\begin{matrix}g_{00}=-1+2U-2\beta U^{2}-2\xi \Phi _{W}+(2\gamma +2+\alpha _{3}+\zeta _{1}-2\xi )\Phi _{1}+2(3\gamma -2\beta +1+\zeta _{2}+\xi )\Phi _{2}\\\ +2(1+\zeta _{3})\Phi _{3}+2(3\gamma +3\zeta _{4}-2\xi )\Phi _{4}-(\zeta _{1}-2\xi )A-(\alpha _{1}-\alpha _{2}-\alpha _{3})w^{2}U\\\ -\alpha _{2}w^{i}w^{j}U_{ij}+(2\alpha _{3}-\alpha _{1})w^{i}V_{i}+O(\varepsilon ^{3})\end{matrix}}}
{\displaystyle g_{0i}=-\textstyle {\frac {1}{2}}(4\gamma +3+\alpha _{1}-\alpha _{2}+\zeta _{1}-2\eta )V_{i}-\textstyle {\frac {1}{2}}(1+\alpha _{2}-\zeta _{1}+2\xi )W_{i}-\textstyle {\frac {1}{2}}(\alpha _{1}-2\alpha _{2})w^{i}U-\alpha _{2}w^{j}U_{ij}+O(\varepsilon ^{\frac {5}{2}})\;,}
{\displaystyle g_{ij}=(1+2\gamma U)\delta _{ij}+O(\varepsilon ^{2})\;},
де за індексами, що повторюються, передбачається підсумовування, {\displaystyle \varepsilon ^{2}} визначається як найбільше в системі значення ньютонівського потенціалу {\displaystyle U}, квадрата швидкості матерії або подібних величин (вони всі мають один порядок величини), {\displaystyle w^{i}} — швидкість ППН координатної системи відносно виділеної системи спокою, {\displaystyle w^{2}=w^{i}w^{j}\delta _{ij}} — квадрат цієї швидкості, а {\displaystyle \delta _{ij}=1} якщо {\displaystyle i=j} і {\displaystyle 0} у протилежному випадку — символ Кронекера.
Є лише десять простих метричних потенціалів: {\displaystyle U}, {\displaystyle U_{ij}}, {\displaystyle \Phi _{W}}, {\displaystyle A}, {\displaystyle \Phi _{1}}, {\displaystyle \Phi _{2}}, {\displaystyle \Phi _{3}}, {\displaystyle \Phi _{4}}, {\displaystyle V_{i}} і {\displaystyle W_{i}}, стільки ж, як і ППН параметрів, що гарантує єдиність ППН розв'язку для кожної теорії гравітації. Форма цих потенціалів нагадує гравітаційний потенціал ньютонівської теорії — вони дорівнюють визначеним інтегралам за розподілом матерії, наприклад,
{\displaystyle U(\mathbf {x} ,t)=\int {\rho _{0} \over |\mathbf {x} -\mathbf {x} '|}d^{3}x'.}
Повний список визначень метричних потенціалів див. у роботах Мізнера, Торна, Вілера (Misner et al., 1973), Вілла (1981, 2014) та ін.

## Процедура отримання ППН параметрів з теорії гравітації
Приклади аналізу можна знайти у книзі Вілла, 1981. Процес складається з дев'яти стадій:
- Крок 1: Визначення змінних: (a) динамічні гравітаційні змінні, такі як метрика {\displaystyle g_{\mu \nu }}, гравітаційне скалярне {\displaystyle \phi }, векторне {\displaystyle K_{\mu }} та/або тензорне поле {\displaystyle B_{\mu \nu }} тощо; (b) змінні переважної геометрії, такі як плоска фонова метрика {\displaystyle \eta _{\mu \nu }}, космологічний час {\displaystyle t} тощо; (c) змінні матеріальних (негравітаційних) полів.

- Крок 2: Встановлення космологічних граничних умов: припускаючи всесвіт Фрідмана (однорідний та ізотропний), вводимо ізотропні координати в системі спокою Всесвіту (повне космологічне рішення для цього потрібно не завжди). Отримані фонові космологічні поля називаємо {\displaystyle g_{\mu \nu }^{(0)}={\mbox{diag}}(-c_{0},c_{1},c_{1},c_{1})}, {\displaystyle \phi _{0}}, {\displaystyle K_{\mu }^{(0)}}, {\displaystyle B_{\mu \nu }^{(0)}}.

- Крок 3: Вводимо нові змінні {\displaystyle h_{\mu \nu }=g_{\mu \nu }-g_{\mu \nu }^{(0)}}, а якщо необхідно, то й {\displaystyle \phi -\phi _{0}}, {\displaystyle K_{\mu }-K_{\mu }^{(0)}}, {\displaystyle B_{\mu \nu }-B_{\mu \nu }^{(0)}}.

- Крок 4: Підставляємо отримані вирази та тензор енергії-імпульсу матерії (зазвичай ідеальної рідини) у рівняння гравітаційного поля та відкидаємо члени надто високого порядку для {\displaystyle h_{\mu \nu }} та інших динамічних гравітаційних змінних.

- Крок 5: Розв'язуємо рівняння для {\displaystyle h_{00}} із точністю до {\displaystyle O(2)}. Припускаючи, що ця величина далеко від системи прямує до нуля, отримуємо форму {\displaystyle h_{00}=2\alpha U}, де {\displaystyle U} — гравітаційний потенціал Ньютона, а {\displaystyle \alpha } може бути складною функцією, що включає гравітаційну «сталу» {\displaystyle G}. Ньютонова метрика має форму {\displaystyle g_{00}=-c_{0}+2\alpha U}, {\displaystyle g_{0j}=0}, {\displaystyle g_{ij}=\delta _{ij}c_{1}}. Переходимо до одиниць, у яких гравітаційна «стала», виміряна зараз далеко від гравітувальної матерії, дорівнює одиниці {\displaystyle G_{\mbox{today}}=\alpha /c_{0}c_{1}=1}.

- Крок 6: З лінеаризованої версії польових рівнянь отримуємо {\displaystyle h_{ij}} із точністю до {\displaystyle O(2)} і {\displaystyle h_{0j}} із точністю до {\displaystyle O(3)}.

- Крок 7: Знаходимо {\displaystyle h_{00}} із точністю до {\displaystyle O(4)}. Це найскладніший етап, оскільки рівняння тут стають нелінійними. Тензор енергії-імпульсу також необхідно розкласти до потрібного порядку.

- Крок 8: Переходимо до стандартного ППН калібрування.

- Крок 9: Порівнюючи отриману метрику {\displaystyle g_{\mu \nu }} з відомим ППН виразом, визначаємо ППН параметри теорії.

## Порівняння теорій гравітації
Таблицю, що представляє ППН параметри 23 теорій гравітації, наведено в статті «Альтернативні теорії гравітації».
Більшість метричних теорій можна поділити за кількома категоріями. Скалярні теорії гравітації включають конформно-плоскі теорії та стратифіковані теорії з просторовими перерізами, строго ортогональними часовому напрямку.
У конформно-плоских теоріях, наприклад, теорія Нордстрема, метрика дорівнює {\displaystyle \mathbf {g} =f{\boldsymbol {\eta }}} і тому {\displaystyle \gamma =-1} що абсолютно несумісне зі спостереженнями. У стратифікованих теоріях, наприклад, теорії Їлмаза, метрика дорівнює {\displaystyle \mathbf {g} =f_{1}\mathbf {d} t\otimes \mathbf {d} t+f_{2}{\boldsymbol {\eta }}} і, отже, {\displaystyle \alpha _{1}=-4(\gamma +1)}, що знову-таки суперечить спостереженням.
Інший клас теорій — квазілінійні теорії типу теорії Вайтгеда. Для них {\displaystyle \xi =\beta }. Оскільки відносні амплітуди гармонік земних припливів залежать від {\displaystyle \xi } і {\displaystyle \alpha _{2}}, то їх виміри дозволяють відхилити всі подібні теорії, виключаючи таке велике значення {\displaystyle \xi }.
Ще один клас теорій — біметричні теорії. Для них {\displaystyle \alpha _{2}} не дорівнює 0. З даних щодо прецесії осі обертання мілісекундних пульсарів ми знаємо, що {\displaystyle |\alpha _{2}|<2\cdot 10^{-9}}, і це ефективно відхиляє біметричні теорії.
Далі йдуть скалярно-тензорні теорії, наприклад, теорія Бранса — Діке. Для таких теорій у першому наближенні {\displaystyle \gamma =\textstyle {\frac {1+\omega }{2+\omega }}}. Межа {\displaystyle \gamma -1<2.3\times 10^{-5}} дає дуже мале {\displaystyle 1/\omega }, що характеризує ступінь «скалярності» гравітаційної взаємодії, а в міру уточнення експериментальних даних межа на {\displaystyle \omega } все продовжує збільшуватися, отже такі теорії стають менш імовірними.
Останній клас теорій — векторно-тензорні теорії. Для них гравітаційна «стала» змінюється з часом і {\displaystyle \alpha _{2}} не дорівнює 0. Лазерна локація Місяця сильно обмежує варіацію гравітаційної «сталої» та {\displaystyle |\alpha _{2}|<2\cdot 10^{-9}} так що ці теорії також не виглядають надійними.
Деякі метричні теорії не потрапляють до виділених категорій, але мають подібні проблеми.

## Експериментальні обмеження на ППН параметри
Значення взято з огляду Вілла, 2014.
| Параметр                    | Межі                             | Ефекти                                       | Експеримент                                            |
| --------------------------- | -------------------------------- | -------------------------------------------- | ------------------------------------------------------ |
| {\displaystyle \gamma -1}   | {\displaystyle 2.3\cdot 10^{-5}} | Ефект Шапіро, гравітаційне відхилення світла | Траєкторія «Кассіні — Гюйгенса»                        |
| {\displaystyle \beta -1}    | {\displaystyle 8\cdot 10^{-5}}   | Ефект Нордтведта, зсув перигелію             | Лазерна локація Місяця, рухи планет у Сонячній системі |
| {\displaystyle \xi }        | {\displaystyle 4\cdot 10^{-9}}   | Прецесія осі обертання                       | Мілісекундні пульсари                                  |
| {\displaystyle \alpha _{1}} | {\displaystyle 4\cdot 10^{-5}}   | Зсув площини орбіти                          | Лазерна локація Місяця, пульсар J1738+0333             |
| {\displaystyle \alpha _{2}} | {\displaystyle 2\cdot 10^{-9}}   | Прецесія осі обертання                       | Мілісекундні пульсари                                  |
| {\displaystyle \alpha _{3}} | {\displaystyle 4\cdot 10^{-20}}  | Самоприскорення                              | Статистика сповільнення пульсарів                      |
| {\displaystyle \zeta _{1}}  | {\displaystyle 0.02}             | -                                            | Комбінована межа різних експериментів                  |
| {\displaystyle \zeta _{2}}  | {\displaystyle 4\cdot 10^{-5}}   | Прискорення подвійних пульсарів              | PSR 1913+16                                            |
| {\displaystyle \zeta _{3}}  | {\displaystyle 10^{-8}}          | Третій закон Ньютона                         | Прискорення Місяця                                     |
| {\displaystyle \zeta _{4}}  | {\displaystyle 0.006}‡           | -                                            | Не є незалежним                                        |

‡ За {\displaystyle 6\zeta _{4}=3\alpha _{3}+2\zeta _{1}-3\zeta _{3}} з робіт Вілла (1976, 2014). Теоретично в деяких теоріях гравітації можливий обхід цього обмеження, тоді застосовною є слабша межа {\displaystyle |\zeta _{4}|<0.4} зі статті Ні (1972).